# Koper(II)oxide
Koper(II)oxide is een oxide van koper, met als brutoformule CuO. De stof komt voor als een zwart poeder, dat onoplosbaar is in water en organische oplosmiddelen. Het komt in de natuur voor als het mineraal tenoriet.

## Synthese
Koper(II)oxide kan bereid worden door het verbranden van koper:
{\displaystyle {\ce {2Cu + O2 -> 2CuO}}}
Hierbij wordt echter ook koper(I)oxide gevormd. Om het oxide zuiver te bereiden zijn er andere en betere reactiewegen, zoals de ontleding van koper(II)nitraat, koper(II)hydroxide of koper(II)carbonaat door verhitting:
{\displaystyle {\ce {2Cu(NO3)2 -> 2CuO + 4NO2 + O2}}}
{\displaystyle {\ce {Cu(OH)2 -> CuO + H2O}}}
{\displaystyle {\ce {CuCO3 -> CuO + CO2}}}

## Eigenschappen
Koper(II)oxide is een basisch oxide dat oplosbaar is in minerale zuren als salpeterzuur, zoutzuur en zwavelzuur, waarbij het overeenkomstige koper(II)zout wordt gevormd:
{\displaystyle {\ce {CuO + 2HNO3 -> Cu(NO3)2 + H2O}}}
{\displaystyle {\ce {CuO + 2HCl -> CuCl2 + H2O}}}
{\displaystyle {\ce {CuO + H2SO4 -> CuSO4 + H2O}}}
Het reageert met geconcentreerde alkalihydroxiden (zoals kaliumhydroxide), waarbij cupraat-zouten gevormd worden:
{\displaystyle {\ce {2KOH + CuO + H2O -> K2[Cu(OH)4]}}}
Koper(II)oxide kan gereduceerd worden tot elementair koper met behulp van waterstofgas, koolstof of koolstofmonoxide:
{\displaystyle {\ce {CuO + H2 -> Cu + H2O}}}
{\displaystyle {\ce {2CuO + C -> 2Cu + CO2}}}
{\displaystyle {\ce {CuO + CO -> Cu + CO2}}}
Het verhitten van het poeder boven 800 °C leidt tot de vorming van het rode koper(I)oxide:
{\displaystyle {\ce {4CuO -> 2Cu2O + O2}}}

## Kristalstructuur
Koper(II)oxide is een kristallijne verbinding die een monokliene kristalstructuur bezit. Het behoort tot ruimtegroep C2/c. De parameters van de eenheidscel bedragen:
- a = 4,6837(5) Å
- b = 3,4226(5) Å
- c = 5,1288(6) Å
- α = γ = 90°
- β = 99,54(1)°

Het koperatoom wordt gecoördineerd door 4 zuurstofatomen in een vierkant planaire omringing.
| Unit cell of CuO                  | part of CuO's crystal structure          |
| De eenheidscel van koper(II)oxide | Gedeelte van de kristalstructuur van CuO |

## Toepassingen
Koper(II)oxide wordt als kleurstof gebruikt om glas, keramiek, porselein en namaakedelstenen te kleuren. Het wordt gebruikt om een oplossing van cuprammoniumhydroxide te bereiden, dat toegepast wordt bij de vervaardiging van kunstzijde. De stof wordt soms gebruikt als dieetsupplement voor dieren om kopertekort tegen te gaan. Verder wordt het gebruikt als een schuurmiddel om optische instrumenten te polijsten. Koper(II)oxide kan aangewend worden in batterijen als kathode, met lithium als anode en dioxolaan en lithiumperchloraat als elektrolyt.
In de halfgeleiderindustrie kent koper(II)oxide een toepassing als een p-type halfgeleider, als gevolg van de kleine band gap van 1,2 eV.

## Toxicologie en veiligheid
Koper(II)oxide is irriterend voor de ogen, de huid en de luchtwegen. Het kan schade berokkenen aan het endocrien systeem en centraal zenuwstelsel. Inslikken van het poeder kan bewustzijnsvermindering, braakneigingen en buikpijn veroorzaken. Inhalatie van de dampen die vrijkomen bij het smelten van koper(II)oxide kan metaalrookkoorts veroorzaken.